# Karl Hiller
Karl Hiller (* 3. November 1846 in Würzburg; † 24. April 1905 in Graz) war ein deutscher Strafrechtler und Hochschullehrer.

## Leben
Von 1868 bis 1871 war er beim Landgericht Würzburg. An der Universität Heidelberg wurde er 1874 zum Dr. iur. promoviert. Später wurde er dort für Strafrecht und Strafprozessordnung habilitiert  und lehrte als Privatdozent.
1875 ging er als a.o. Professor nach Czernowitz. An der neu gegründeten Franz-Josephs-Universität lehrte er seine Heidelberger Stammfächer sowie Enzyklopädie und Methodologie der Rechtswissenschaft. Seit 1880 o. Professor, war er 1882/82, 1887/88 und 1895/96 Dekan seiner Fakultät und 1885/86 Rektor der Universität.
1885 wurde er mit dem österreichischen Berufstitel Regierungsrat geehrt.
Bei seiner profunden Kenntnis des Strafrechts und der Gesetzgebung Österreichs berief ihn die Universität Graz 1898 auf ihren Lehrstuhl. Hiller starb mit 58 Jahren im Amt.